# موردوك ماكينون
موردوك ماكينون هو فلاح وسياسي كندي، ولد في 15 مارس 1865، وتوفي في 12 أكتوبر 1944 في شارلوت تاون في كندا. نشط حزبياً في حزب المحافظين التقدمي لجزيرة الأمير إدوارد. وقد انتخب Lieutenant Governor of Prince Edward Island ‏ (1919 – 1924).